# L'Aiguillon-sur-Mer
L'Aiguillon-sur-Mer är en kommun i departementet Vendée i regionen Pays de la Loire i västra Frankrike. Kommunen ligger i kantonen Luçon som tillhör arrondissementet Fontenay-le-Comte. År 2018 hade L'Aiguillon-sur-Mer 2 062 invånare.

## Befolkningsutveckling
Antalet invånare i kommunen L'Aiguillon-sur-Mer
| Referens: INSEE |